# Eaulne
De Eaulne is een rivier in Normandië in Frankrijk en een zijrivier van de Arques. De rivier is ongeveer 45 kilometer lang.
De Eaulne ontspringt in Mortemer op een hoogte van ongeveer 136 meter en stroomt daarna in noordwestelijke richting, evenwijdig met de Béthune die zo'n 7 kilometer zuidelijker stroomt. Op zo'n 5 kilometer van de Kanaalkust buigt de Eulne af om samen te vloeien met de Béthune en de Varenne tot de Arques, die vijf kilometer verderop in Dieppe uitmondt in Het Kanaal.

## Toponiemen
De naam van de rivier wordt verwezen in de naam van verschillende (voormalige) Franse gemeenten: Auberville-sur-Eaulne, Boissay-sur-Eaulne, Neuville-sur-Eaulne en Saint-Germain-sur-Eaulne.